# Jack Gilford
 (mars 2019).
Si vous disposez d'ouvrages ou d'articles de référence ou si vous connaissez des sites web de qualité traitant du thème abordé ici, merci de compléter l'article en donnant les références utiles à sa vérifiabilité et en les liant à la section « Notes et références ».
Pour les articles homonymes, voir Gilford.
Jack Gilford, de son vrai nom Jacob Aaron Gellman, est un acteur américain, de cinéma, de théâtre et de télévision, né le 25 juillet 1908 à New-York, et mort le 4 juin 1990. Il fut nommé aux Oscars, aux Tony Awards et il reçut de nombreuses récompenses pour ses prestations théâtrales.

## Biographie
Gilford est né dans le lower East Side de Manhattan, à New-York, et a grandi à Williamsburg dans le quartier de Brooklyn. Sa mère Sophie "Susksa" (née Jackness)
tenait un restaurant, et son père, Aaron Gellman, était un marchand de fourrure. Tous deux étaient des immigrants roumains de confession juive. Gilford était le second fils d'une famille de trois garçons. Le plus grand se nommait Murray ("Moisha"), et le plus jeune Nathaniel ("Natie"). Jacob Gilford rencontra l'actrice Madeline Lee à un meeting politique en 1947. Bien que tous deux étaient mariés de leurs côtés, ils divorcèrent de leurs époux respectifs et se marièrent en 1949. Ils eurent deux enfants : Joseph Edward Gilford, aujourd'hui scénariste, et Sam Max Gilford, un artiste. Gilford adopta Lisa, issue du précédent mariage de Madeline Lee. Il succomba, après trois années de combats, à un cancer de l'estomac, dans sa maison de Greenwich Village, à l'âge de 81 ans. Sa femme, Madeline Lee Gilford est morte le 14 avril 2008.

## Carrière
Gilford a été découvert par celui qui allait être son mentor, Milton Berle, alors qu'il travaillait dans une pharmacie. Il travailla alors dans le théâtre d'amateur, avec d'autres jeunes talents tels que Jackie Gleason. Sa première apparition au cinéma fut dans un court métrage intitulé Midnight Melodies, où il faisait des imitations de George Jessel, célèbre acteur américain de la fin des années 1920, Rudy Vallée, Harry Langdon. L'imitation devint très vite sa marque de fabrique.
En 1938, Gilford travailla comme maître de cérémonie, dans la première discothèque du centre ville de New-york, "Cafe Society". Pour ses imitations, il s'inspira du théâtre yiddish, du burlesque et du Vaudeville. Le talent de pantomime de Gilford a été mis en profit par le metteur-en-scène George Abbott, dans sa pièce de théâtreOnce upon a Mattress. Gilford a partagé la scène avec la jeune actrice Carol Burnett.
Jack Gilford a été nommé aux Tony Awards, dans la catégorie meilleur acteur dans un second rôle pour A Funny Thing Happened on the Way to the Forum (1963) et Cabaret (1966). Il a été nommé aux Oscars, dans la même catégorie, pour son rôle de Phil Green dans Sauvez le tigre, son partenaire à l'écran Jack Lemmon, avait, lui, remporté l'Oscar du meilleur acteur dans un rôle principal. La carrière de Gilford a pris un sérieux coup de mou sous le maccarthysme. Il a été un militant de gauche très actif socialement et politiquement, tout comme sa femme, Madeline Lee Gilford. Lui et cette dernière ont été convoqués par la Commission de la Chambre sur les activités antiaméricaines, à cause de leurs idéaux politiques. Le couple a eu beaucoup de difficultés à trouver du travail pendant une grande partie du reste des années 1950 en raison de la liste noire hollywoodienne (voir Dix d'Hollywood). Jack et Madeline ont souvent dû emprunter de l'argent à des amis pour joindre les deux bouts.
Gilford a trouvé du travail à la fin des années 1950, avec la fin de l'ère McCarthy. Il a fait son retour en 1962 avec la version pour le théâtre de A Funny Thing Happened on the Way to the Forum. Il partage l'affiche avec son ami proche, Zero Mostel. Cette production a été chorégraphiée par Jerome Robbins, qui avait quelques années plus tôt témoigné contre lui lors de sa convocation par la Commission de la Chambre sur les activités antiaméricaines. Il trouva le succès sur les planches de Broadway grâce à des pièces de théâtre telles que Drink To Me Only, Romanoff and Juliet, et Le Journal d'Anne Frank (The Diary of Anne Frank). Il a ensuite participé à des publicités et est apparu dans quelques séries TV.

## Au théâtre
- Meet the People (1940–1941, comédie musicale)
- They Should Have Stood in Bed (1942)
- Alive and Kicking (1950, comédie musicale)
- The Live Wire (1950)
- The World of Sholem Aleichem (1953)
- Le Journal d'Anne Frank (The Diary of Anne Frank) (1955–1957)
- Romanoff and Juliet (1957–1958)
- Drink to Me Only (1958)
- Look After Lulu (1959)
- The Tenth Man (1959–1961, play)
- A Funny Thing Happened on the Way to the Forum (1962–1964, comédie musicale)
- Cabaret (1966–1968, comédie musicale)
- Three Men on a Horse (1969–1970)
- No, No, Nanette (1971,comédie musicale)
- The Sunshine Boys (1973–1974 remplacement de Jack Albertson)
- Sly Fox (1976–1978)
- The Supporting Cast (1981)
- The World of Sholem Aleichem(1982)

## Filmographie
| Année | Film                                                               | Rôle                          | Notes |
| ----- | ------------------------------------------------------------------ | ----------------------------- | ----- |
| 1944  | Hey, Rookie                                                        | Specialty                     |       |
| 1944  | Reckless Age                                                       | Joey Bagle                    |       |
| 1959  | TV: The World of Sholem Aliechem                                   | Bontshe Shveig                |       |
| 1962  | Court-Métrage de Morris Engel:The Dog Lover                        | Jack                          |       |
| 1963  | TV: Cowboy and the Tiger                                           | Tiger                         |       |
| 1964  | TV: Once Upon a Mattress                                           | King Sextimus                 |       |
| 1966  | The Daydreamer                                                     | Papa Andersen                 |       |
| 1966  | Mister Buddwing                                                    | M.. Schwartz                  |       |
| 1966  | Le Forum en folie (A Funny Thing Happened on the Way to the Forum) | Hysterium                     |       |
| 1967  | Enter Laughing                                                     | M.. Foreman                   |       |
| 1967  | Who's Minding the Mint?                                            | Avery Dugan                   |       |
| 1967  | L'Incident                                                         | Sam Beckerman                 |       |
| 1969  | Arsenic and Old Lace                                               | Dr. Jonas Salk                |       |
| 1970  | Catch-22                                                           | "Doc" Daneeka                 |       |
| 1971  | They Might Be Giants                                               | Wilbur Peabody                |       |
| 1972  | TV: Of Thee I Sing                                                 | Vice Président Throttlebottom |       |
| 1972  | TV: Once Upon a Mattress                                           | King Sextimus                 |       |
| 1973  | Sauvez le tigre                                                    | Phil Greene                   |       |
| 1976  | Tubby the Tuba                                                     | voice: The Herald             |       |
| 1976  | Short: Max                                                         | Max                           |       |
| 1976  | Harry and Walter Go to New York                                    | Mischa                        |       |
| 1977  | The Doonesbury Special                                             | voice                         |       |
| 1980  | Cheaper to Keep Her                                                | Stanley Bracken               |       |
| 1980  | Wholly Moses                                                       | Tailor                        |       |
| 1981] | TV: Goldie and the Boxer Go to Hollywood                           | Wally                         |       |
| 1981  | Caveman                                                            | Gog                           |       |
| 1983  | Anna to the Infinite Power                                         | Dr. Henry Jelliff             |       |
| 1983  | TV: Happy                                                          | Bernie Nelson                 |       |
| 1985  | Cocoon                                                             | Bernard "Bernie" Lefkowitz    |       |
| 1985  | TV: Hostage Flight                                                 | M.. Singer                    |       |
| 1986  | TV: Young Again                                                    | The Angel                     |       |
| 1988  | Arthur 2: On the Rocks                                             | M.. Butterworth               |       |
| 1988  | Cocoon, le retour                                                  | Bernard "Bernie" Lefkowitz    |       |